# Den enes død - den andens brød
Den enes død - den andens brød er en dansk oplysningsfilm fra 2012, der er instrueret af Lasse Lund og Mathilde Fruergaard.

## Handling
Film om Man, Alex, Balram og Bidhur. Fire skæbner der alle lever, når andre dør. Ved Pashupatinath Templet i Nepals hovedstad Kathmandu, lever fire skæbner side om side med hver deres vidt forskellige baggrund og dagligdag. Pashupatinath Templet er der, hvor de døde nepalesere bliver brændt, og det er her filmen foregår. Butiksejeren Balram, guldgraveren Man, gadedrengen Alex, og bålmanden Bidhur fortæller hver især på deres helt egen personlige historie fra deres arbejdsplads og hjem - Pashupatinath Templet.